# George Gipp

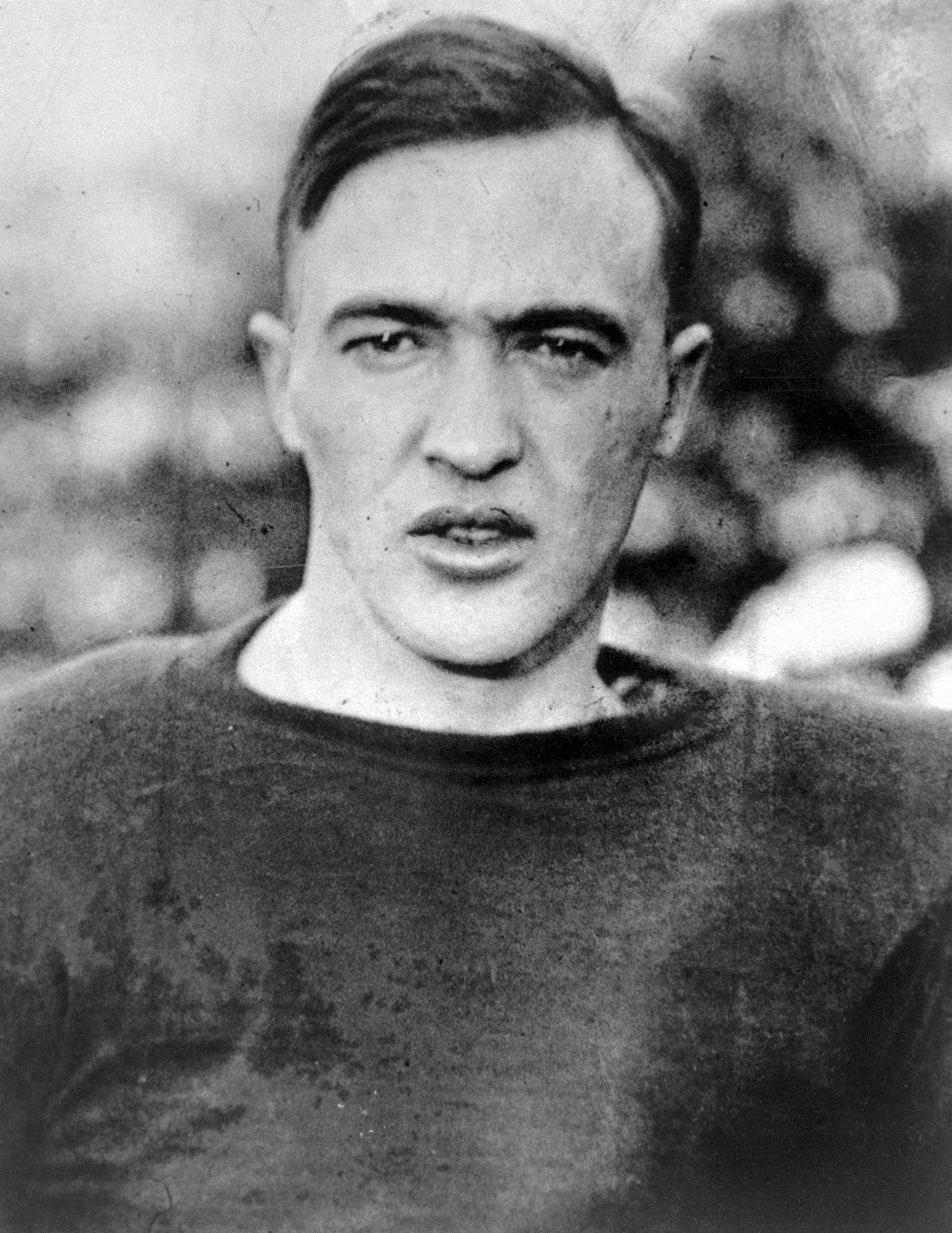
George Gipp (vor 1920)

George Gipp (* 18. Februar 1895 in Laurium, Michigan; † 14. Dezember 1920 in South Bend, Indiana) war ein US-amerikanischer American-Football-Spieler. Er spielte von 1917 bis 1920 College Football für das Team der University of Notre Dame, und wurde 1920 zum ersten All-American in der Geschichte der Notre Dame Fighting Irish gewählt. Aufgrund seines frühen Todes und einer durch seinen Trainer Knute Rockne überlieferten Legende um die angeblich als letzten Wunsch geäußerten Worte „win just one for the Gipper“ ist die Erinnerung an George Gipp bis in die Gegenwart Teil der Sporttraditionen der University of Notre Dame.

## Leben

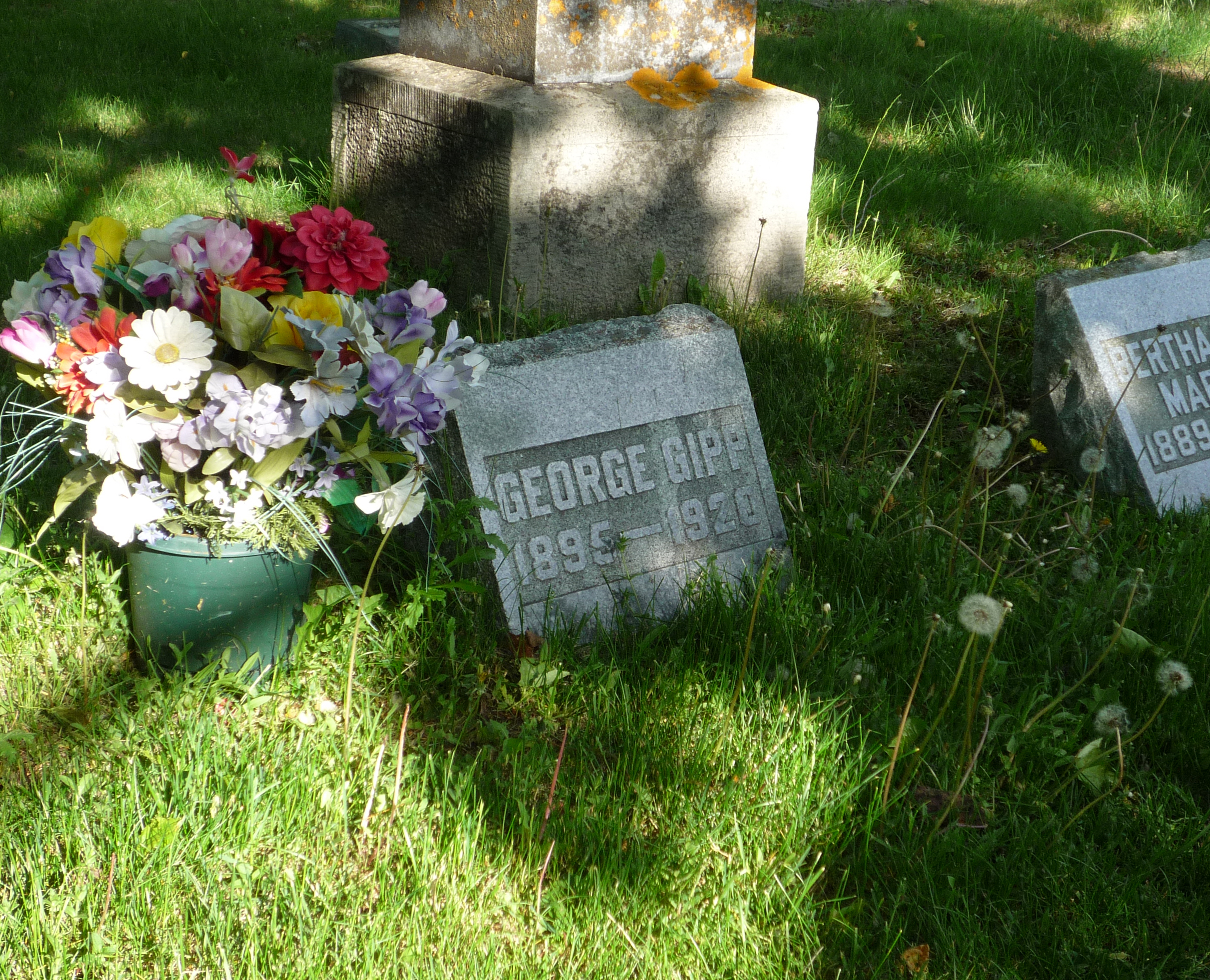
Das Grab von George Gipp auf dem Lake View Cemetery in Calumet, Michigan

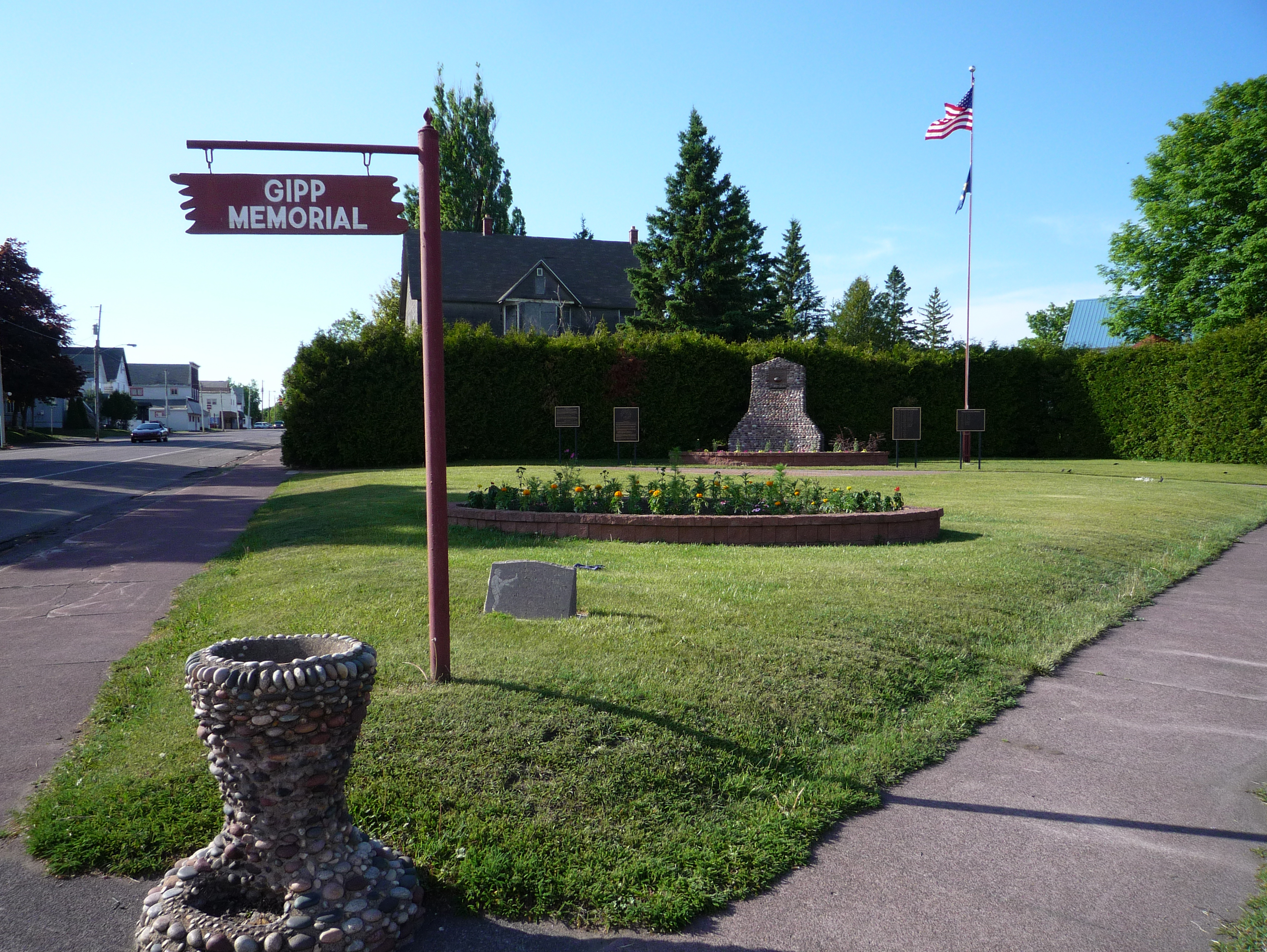
Denkmal für George Gipp in seiner Heimatstadt Laurium

George Gipp wurde 1895 in Laurium im US-Bundesstaat Michigan geboren und begann 1917 ein Studium an der University of Notre Dame. Nachdem er eigentlich geplant hatte, an der Universität Baseball zu spielen, wechselte er unter dem Einfluss Knute Rocknes, des Footballtrainers an der University of Notre Dame, zum Footballteam der Notre Dame Fighting Irish. Er spielte in der Folgezeit auf verschiedenen Positionen, unter anderem als Halfback, Quarterback und Punter, und gilt bis in die Gegenwart als einer der vielseitigsten Spieler in der Geschichte des College Footballs.
George Gipp erreichte während seiner Laufbahn insgesamt 21 Touchdowns sowie 2.341 Yards in Laufspielzügen und 1.789 Yards durch Pässe und war in den Jahren 1918, 1919 und 1920 in beiden Kategorien der beste Spieler des Teams. Er starb 1920 im Alter von 25 Jahren in einem Krankenhaus in South Bend an einer Pneumonie infolge einer Streptokokkeninfektion. Diese konnte zur damaligen Zeit noch nicht effektiv behandelt werden, da wirksame Antibiotika noch nicht bekannt waren.

## Legende
Acht Jahre nach dem Tod von George Gipp motivierte Knute Rockne die Mannschaft der Notre Dame Fighting Irish während eines Spiels gegen das Team der United States Military Academy (Army) am 10. November 1928 in der Halbzeitpause durch den Hinweis, dass ihn Gipp im Sterben liegend darum gebeten hätte, bei einem besonders schweren Spiel den Spielern auszurichten, dass sie dieses Spiel für ihn gewinnen sollen. Es ist jedoch nicht sicher, ob er vor seinem Tod tatsächlich eine solche Bitte geäußert hatte. Die Notre Dame Fighting Irish gewannen das Spiel mit 12:6.
Die durch Knute Rockne überlieferten Worte von George Gipp – „win just one for the Gipper“ – wurden unter anderem 1988 vom damaligen US-Präsidenten Ronald Reagan während der Republican National Convention verwendet, um seinen Nachfolgekandidaten George H. W. Bush für den Wahlkampf zu motivieren. Ronald Reagan war vor seiner politischen Laufbahn als Schauspieler tätig und spielte in dem 1940 erschienenen Film Knute Rockne, All American die Rolle des George Gipp.

## Auszeichnungen
George Gipp wurde zwei Wochen vor seinem Tod vom Footballcoach und Sportjournalisten Walter Camp zum ersten All-American in der Sportgeschichte der University of Notre Dame gewählt. Im Dezember 1951 wurde er postum in die College Football Hall of Fame aufgenommen. Der Sportsender ESPN setzte ihn im Jahr 2008 auf Platz 22 einer Liste der 25 besten College-Football-Spieler aller Zeiten.

## Weiterführende Veröffentlichungen
- Patrick Chelland: One for the Gipper: George Gipp, Knute Rockne and Notre Dame. Panoply Publications, North Hollywood 1973, ISBN 0-9818391-0-X
- Jack Cavanaugh: The Gipper: George Gipp, Knute Rockne, and the Dramatic Rise of Notre Dame Football. Skyhorse Publishers, New York 2010, ISBN 1-61608-110-4